# Ugróegérfélék
Az ugróegérfélék (Dipodidae) az emlősök (Mammalia) osztályába és a rágcsálók (Rodentia) rendjében a Dipodoidea öregcsalád egyik családja 51 fajjal.

## Származásuk, elterjedésük
Magyarországon egyetlen fajuk él, a csíkos szöcskeegér (Sicista subtilis).

## Megjelenésük, felépítésük
Testalkatuk aránytalan, a kengurukéra emlékeztet. Fejük nagy, mellső lábuk rövid, testük hátsó része erőteljes, farkuk hosszú. Hátsó lábaik hossza többszöröse a mellsőkének.

## Rendszertani felosztásuk
Hat alcsaládjuk:
- Lófejű ugróegérformák (Allactaginae) Vinogradov, 1925 - 16 faj
- Törpeugróegér-formák (Cardiocraniinae) Vinogradov, 1925 - 7 faj
- Ugróegérformák (Dipodinae) G. Fischer, 1817 - 9 faj
- Euchoreutinae Lyon, 1901 - 1 faj
- Csíkosegérformák (Sicistinae) J. A. Allen, 1901 - 13 faj
- Szöcskeegérformák (Zapodinae) Coues, 1875 - 5 faj

## Képek

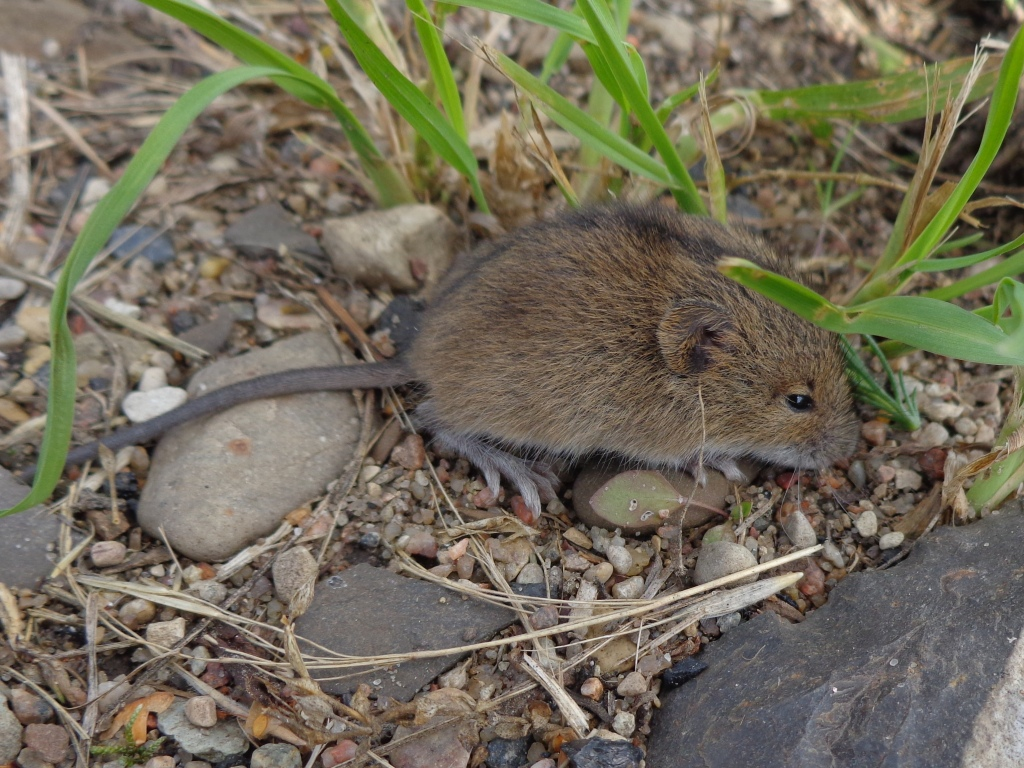
Északi szöcskeegér (Sicista betulina)
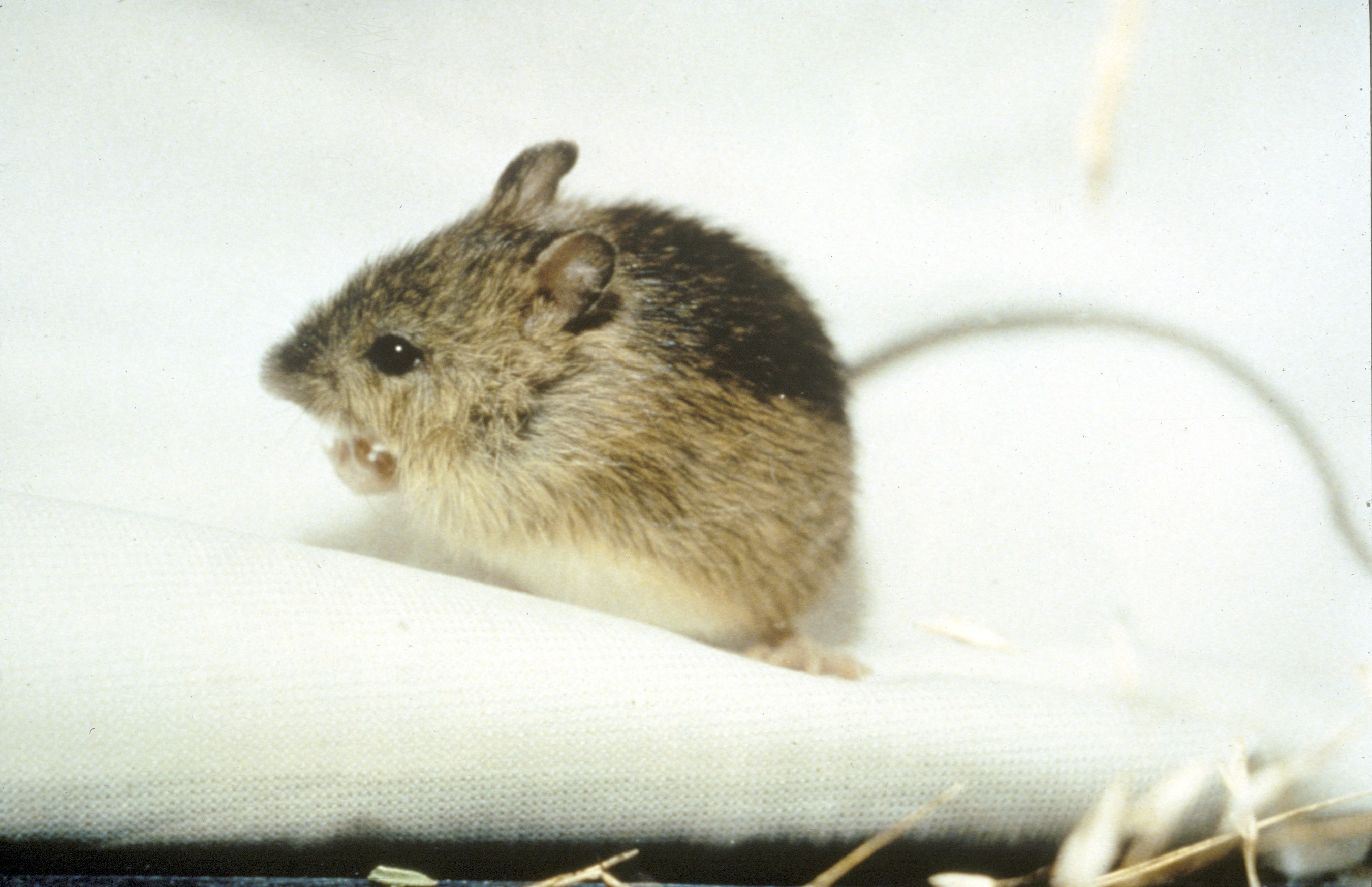
Kanadai szöcskeegér (Zapus hudsonius)